# Mésologie
 (juillet 2016).
Si vous disposez d'ouvrages ou d'articles de référence ou si vous connaissez des sites web de qualité traitant du thème abordé ici, merci de compléter l'article en donnant les références utiles à sa vérifiabilité et en les liant à la section « Notes et références ».
La mésologie est la science des milieux, qui étudie de manière interdisciplinaire et transdisciplinaire la relation des êtres vivants en général, ou des êtres humains en particulier, avec leur milieu de vie.

## Définitions
Suivant le sens qu’on donne à « milieu », deux définitions de la mésologie sont possibles :
- Dans son premier sens, le plus ancien, « milieu » désigne un endroit qui, dans un lieu ou un objet, est également distant de la périphérie ou des extrémités. Le milieu de vie est l'endroit où vivent des êtres vivants. Il est donc antonyme d’« environnement », qui définit au contraire "ce qui est autour, aux environs". La première édition du Petit Larousse (1906) définissait la mésologie comme « partie de la biologie qui étudie les rapports des milieux et des organismes ».
- Dans un second sens, apparu sous l’influence de la phénoménologie dans les travaux de Jakob von Uexküll et de Tetsurō Watsuji (v. plus bas « Histoire du mot »), le français mésologie est synonyme de l’allemand Umweltlehre et du japonais fûdogaku 風土学.

Ici, le milieu (Umwelt, fûdo) n’est pas le donné environnemental objectif (Umgebung, shizen kankyô 自然環境), mais les termes dans lesquels celui-ci existe pour un certain être (individu, société, espèce…). C’est la réalité du monde ambiant propre à cet être, et non à d’autres. Le milieu est donc singulier, tandis que l’environnement est universel.
Corrélativement, la mésologie n’est pas l’écologie. Elle a certes, en pratique, de nombreux points communs avec l’écologie politique, mais elle repose sur un parti ontologique qui lui est propre : la distinction entre milieu et environnement, avec les concepts qui en découlent quant au milieu (médiance, trajection…), et qui surmontent le dualisme du paradigme moderne classique.

## Étymologie et histoire du mot et du concept

### Étymologie
Mésologie : du grec mesos (milieu ou medium), et logos (discours, étude). 

### Histoire et fortune de la mésologie
Le terme est proposé en 1848 par le médecin Charles Robin (1821-1885), disciple d’Auguste Comte, dans son discours d’ouverture à la séance inaugurale de la Société de biologie : 

« L’esprit qui animait les fondateurs de la Société était celui de la philosophie positive. Le 7 juin 1848, Robin lisait un mémoire Sur la direction que se sont proposée en se réunissant les membres fondateurs de la Société de biologie pour répondre au titre qu’ils ont choisi. Robin y exposait la classification comtienne des sciences, y traitait dans l’esprit du Cours [de philosophie positive] des tâches de la biologie, au premier rang desquelles la constitution d’une étude des milieux, pour laquelle Robin inventait même le terme de mésologie. »

— Georges Canguilhem, Études d’histoire et de philosophie des sciences concernant les vivants et la vie
Par la suite, le terme a été popularisé par Louis-Adolphe Bertillon (1821-1883), membre fondateur de la Société d'anthropologie de Paris. L'anthropologie est alors physique et sociale et la notion de milieu a été très popularisée par Auguste Comte pour placer au centre d'une biologie positive l'Homme dont — selon lui — tout part et auquel tout revient, dans une continuité très élargie de la théorie lamarkienne des interactions des organismes avec leur milieu biologique. De fait, il s'agit de comprendre les interactions générales dans lesquelles l'être humain est pris avec son environnement au sens le plus large : naturel mais aussi culturel.
L'ambition vaste, très positiviste, d'une telle science la rendra peu à même de se structurer. Le terme écologie fondée en 1866 par Ernst Haeckel dont le registre est restreint aux interactions de l'homme avec son seul milieu naturel connaîtra des applications et une diffusion bien plus large. Au XXe siècle, la mésologie a peu à peu disparu des dictionnaires. 
Dans le même temps cependant, hors de France, elle était refondée sous un autre jour : en biologie dans les travaux de Jakob von Uexküll (1864-1944), l’un des pères de l’éthologie, et en philosophie dans ceux de Tetsurō Watsuji (1889-1960), qui la désignèrent respectivement par les termes d’Umweltlehre et de fûdogaku. Tous deux partent d’une même distinction entre l’environnement et le milieu, et du même parti de considérer l’être impliqué dans cette relation comme un sujet, non pas comme un objet. Corrélativement, la mésologie du vivant s’accompagne chez Uexküll d’une « théorie de la signification » (Bedeutungslehre), avant-courrière de la biosémiotique, tandis que Watsuji postule que la compréhension des milieux humains (fûdo) exige une approche herméneutique. Il introduit le concept de fûdosei 風土性, qu’il définit comme « le moment structurel de l’existence humaine (ningen sonzai no kôzô keiki 人間存在の構造契機) », à savoir le couplage dynamique de l’individu et de son milieu. Ce concept sera rendu en français par médiance (du latin medietas, moitié).
Bien qu’ils n’ont, semble-t-il, jamais été en contact l’un avec l’autre – sinon peut-être indirectement à travers Heidegger, qui s’intéressait beaucoup à Uexküll et qui influença Watsuji – leurs thèses ont été portées au grand public à peu près en même temps. En 1934, Uexküll en rassemble l’essentiel dans un petit livre très accessible et fort bien illustré, Streifzüge durch die Umwelten von Tieren und Menschen (Incursions dans les mondes ambiants d’animaux et d’humains), qui a connu deux traductions en français : Mondes animaux et monde humain (Denoël, 1965) et Milieu animal et milieu humain (Payot & Rivage, 2010). En 1935, Watsuji rassemble en un livre une série d’articles parus depuis 1928 sous le titre Fûdo. Ningengakuteki kôsatsu (Milieux. Études de l’entrelien humain), qui a été traduit en français sous le titre Fûdo. Le milieu humain (CNRS, 2011).
À partir des travaux de Watsuji, puis d’Uexküll, cette conception de la mésologie a été poursuivie et développée en France par le géographe Augustin Berque (né en 1942), notamment dans Écoumène. Introduction à l’étude des milieux humains (Belin, 2000), Histoire de l’habitat idéal (Le Félin, 2010) et Poétique de la Terre. Histoire naturelle et histoire humaine, essai de mésologie (Belin, sous presse). Berque introduit le concept de trajection, entendu comme le processus qui produit l’état de médiance. C’est la saisie de l’Umgebung en tant qu’Umwelt ; autrement dit, c’est l’en-tant-que par lequel la Terre est saisie (par les sens, l’action, la pensée, la parole), à savoir en tant que monde. Cette saisie est analogue à une prédication, dans laquelle la réalité mésologique (qui est la réalité tout court pour l’être considéré) peut se représenter par la formule r = S/P, où r est la réalité, S le sujet logique (ce dont il s’agit, i.e. la Terre, ou la nature), l’oblique l’en-tant-que, et P le prédicat (ce qui est saisi de S, i.e. le monde). En d’autres termes, la réalité concrète n’est ni simplement objective (S), ni simplement subjective (P) ; elle est trajective (S/P).

L'approche mésologique est parfois aussi considérée comme une des conditions du « développement intégré » et de la « nouvelle gouvernance » (qui nécessite des citoyens éclairés). Ainsi, la Charte mondiale de la nature proclamée par les Nations unies en 1982, stipule dans son article 15 que : 

« Les connaissances relatives à la nature seront largement diffusées par tous les moyens possibles, en particulier par l’enseignement mésologique qui fera partie intégrante de l’éducation générale. »